# Vadu Săpat
Vadu Săpat község Prahova megyében, Munténiában, Romániában.  A hozzá tartozó települések: Ghinoaica és Ungureni.

## Fekvése
A megye délkeleti részén található, a megyeszékhelytől, Ploieşti-től, harminckilenc kilométerre keletre, a Szubkárpátok dombságain.

## Történelem
A 19. század végén a község Prahova megye Cricovul járásához tartozott és egyetlen faluból állt, 1092 lakossal. A településnek ekkor már volt iskolája valamint két temploma, az egyiket 1881-ben, a másikat 1810-ben szentelték fel.
1925-ös évkönyv szerint a község lakossága 1820 fő volt. A községtől délre, 1931-ben említik először Ungureni falut.
1950-ben közigazgatási átszervezés alapján, a Prahova-i régió Urlați rajonjához került, majd 1952-ben a Ploiești régió Mizil rajonjához csatolták.
1968-ban ismét megyerendszert vezettek be az országban, a község az újból létrehozott Prahova megye része lett. Ekkor elveszítette községi státuszát és Fântânele község irányítása alá helyezték. 2004-ben ismét községi rangra emelték és hozzá csatolták Ghinoaica  valamint Ungureni falvakat.